# Challenger de Székesfehérvár 2023
El torneo Kiskút Open 2023 fue un torneo de tenis perteneció al ATP Challenger Tour 2023 en la categoría Challenger 50. Se trató de la 1ª edición; el torneo tuvo lugar en la ciudad de Székesfehérvár (Hungría), desde el 13 hasta el 19 de marzo de 2023 sobre pista de tierra batida bajo techo.

## Jugadores participantes del cuadro de individuales
| Favorito | País                            | Jugador          | Rank1 | Posición en el torneo    |
| -------- | ------------------------------- | ---------------- | ----- | ------------------------ |
| 1        | Bandera de Hungría              | Fábián Marozsán  | 163   | Semifinales              |
| 2        | Bandera de Italia               | Flavio Cobolli   | 165   | Cuartos de final         |
| 3        | Bandera de Francia              | Manuel Guinard   | 177   | Segunda ronda            |
| 4        | Bandera de Hungría              | Zsombor Piros    | 179   | Cuartos de final         |
| 5        | Bandera de Bulgaria             | Adrian Andreev   | 204   | Cuartos de final, retiro |
| 6        | Bandera de Bosnia y Herzegovina | Damir Džumhur    | 208   | Cuartos de final         |
| 7        | Bandera de Serbia               | Miljan Zekić     | 215   | Baja                     |
| 8        | Bandera de Serbia               | Hamad Medjedovic | 217   | CAMPEÓN                  |
| 9        | Bandera de Francia              | Evan Furness     | 223   | Semifinales              |

- 1 Se ha tomado en cuenta el ranking del 6 de marzo de 2023.

### Otros participantes
Los siguientes jugadores recibieron una invitación (wild card), por lo tanto ingresan directamente al cuadro principal (WC):
- Péter Fajta
- Matyas Füle
- Gergely Madarász

Los siguientes jugadores ingresan al cuadro principal tras disputar el cuadro clasificatorio (Q):
- Mirza Bašić
- Elliot Benchetrit
- Benjamin Hassan
- Gerald Melzer
- Julian Ocleppo
- Oleg Prihodko

## Campeones

### Individual Masculino
- Hamad Medjedovic derrotó en la final a  Nino Serdarušić, 6–4, 6–3

### Dobles Masculino
- Bogdan Bobrov /  Sergey Fomin derrotaron en la final a  Sarp Ağabigün /  Ergi Kırkın, 6–2, 5–7, [11–9]